# Michel Sorondo
 (novembre 2015).
Si vous disposez d'ouvrages ou d'articles de référence ou si vous connaissez des sites web de qualité traitant du thème abordé ici, merci de compléter l'article en donnant les références utiles à sa vérifiabilité et en les liant à la section « Notes et références ».
Pour les articles homonymes, voir Sorondo.
Michel Sorondo est un joueur international français de rugby à XV, né le 16 juillet 1919 à Hendaye et décédé le 24 juillet 1976 à Montauban, de 1,75 m pour 82 kg, ayant évolué au poste de trois-quarts centre en sélection nationale, au Stade hendayais, à la Section paloise et à l’US Montauban.

## Biographie
Son frère Henri Sorondo, né le 25 février 1918 également à Hendaye et international treiziste montalbanais, fut champion de France avec le Biarritz olympique en 1939.
Avec l'équipe de France, Michel Sorondo fait notamment partie des joueurs qui affrontent à deux reprises les Kiwis en 1946, une sélection de joueurs néo-zélandais enrôlés dans l'armée, et dont un bon nombre deviendront par la suite All Blacks.

## Palmarès en équipe de France
- 6 sélections
- 1 essai (3 points)
- Sélections par année : 1 en 1946, 4 en 1947, 1 en 1948
- Participation aux 2 premiers Tournois des Cinq Nations de l’après-guerre, jouant les 4 matchs de la 1re édition
- 2e du tournoi en 1948

## Divers
- Demi-finaliste de la Coupe Nationale avec la sélection Côte basque-Béarn, en 1944 (février[3], mais il ne dispute pas la finale du 10 avril 1944)